# Lucknow (stad)
Lucknow (Hindi: लखनऊ, Urdu: لكهنو, Lakhnaū) is een stad in het noorden van India en de hoofdstad van de Indiase staat Uttar Pradesh. De stad ligt 516 kilometer ten zuidoosten van Delhi en telt 2.207.340 inwoners (2001). Het is ook het bestuurlijk centrum van het gelijknamige district en de gelijknamige divisie.
Lucknow ligt in de historisch bekende regio Awadh en is altijd een multiculturele stad geweest. Lucknow wordt ook wel de 'Stad van de Nawabs' genoemd. Andere bekende bijnamen zijn 'de Gouden Stad van het Oosten', Shiraz-i-Hind en het 'Constantinopel van het Oosten'. Bekende bezienswaardigheden zijn de Bara Imambara en de Rumi Darwaza.
Lucknow staat bekend als multiculturele stad en om haar keuken. Hindi, Urdu en Engels zijn de belangrijke talen voor de dagelijkse omgang.
De rivier de Gomti stroomt door de stad.

## Geschiedenis
Na 1350 (na Chr.) zijn Lucknow en delen van de regio Awadh onder controle geweest van het sultanaat Delhi, het Mogolrijk, de Nawabs van Awadh, de Britse Oost-Indische Compagnie en de Britse Raj. Lucknow was een van de belangrijkste plekken van de Sepoy-opstand; een daar gestationeerde eenheid van het Brits-Indische leger nam actief deel aan de opstand, en hield de stad een half jaar bezet. 
Tot 1719 was de subah (bestuurlijke regio) van Awadh een provincie van het Mogolrijk en werd het bestuurd door een door de keizer aangestelde gouverneur. Saadat Ali Khan werd in 1722 aangesteld als de nawab (gouverneur) van Awadh en hij vestigde zich in Faizabad.
Awadh stond bekend als de graanschuur van India en was van strategisch belang vanwege de controle over de 'Doab', de vruchtbare vlakte tussen de Ganges en de Yamuna-rivieren.

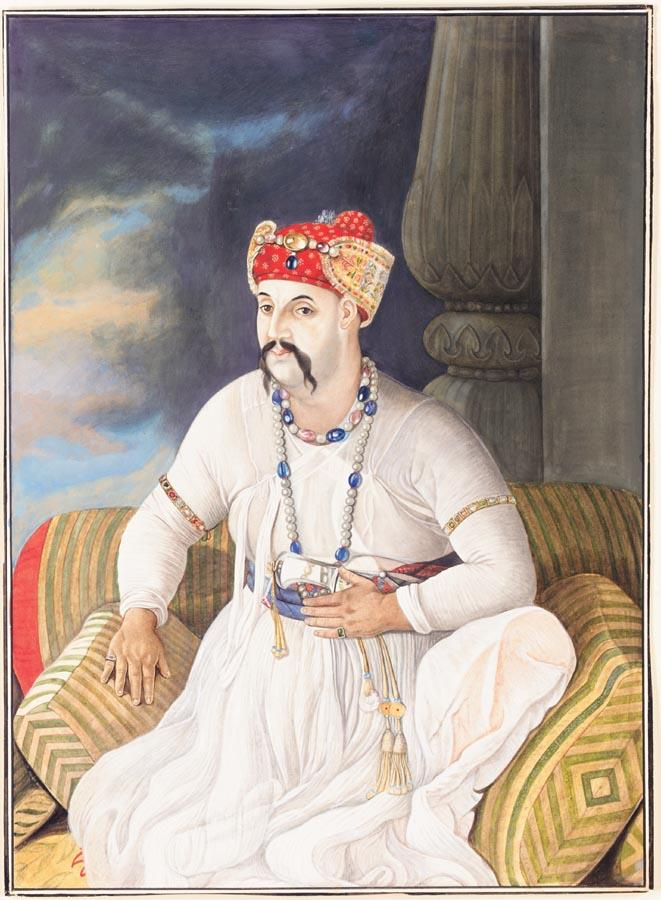
Nawab Asaf-Ud-Dowlah van Avadh
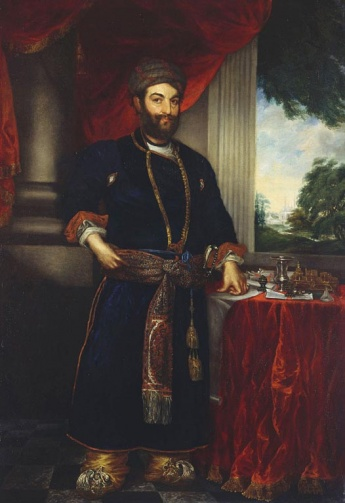
Nawab Saadat Khan II

## Klimaat
Lucknow heeft een warm en vochtig subtropisch klimaat met koele en droge winters van december tot februari en droge, hete zomers van april tot juni. Het regenseizoen loopt van half juni tot half september. De gemiddelde regenval is dan 1010 mm (40 in), vooral van de zuidwestelijke moessonwinden. In de winter is de maximumtemperatuur rond de 25 graden Celsius en het minimum schommelt tussen de 6 en 8 graden Celsius. Mist is vrij gebruikelijk van eind december tot eind januari. Zomers zijn erg heet en de temperatuur kan stijgen tot 45 graden Celsius. Gemiddeld zijn de maximumtemperaturen rond de 40 graden Celsius.

## Taal en poëzie
Lucknow groeide in het tweede deel van de 18e eeuw uit tot een belangrijke cultuurstad. De familie van de nawabs was oorspronkelijk afkomstig uit Perzië en waren daarom sjiitische moslims, een feit dat tot uiting kwam in de unieke kunst en cultuur aan hun hof. Twee dichters uit Lucknow, Mir Anis en Mirza Dabeer, waren exponenten van "marsia", het genre elegische poëzie dat draait om het ultieme offer van Imam Hussein in de Slag bij Karbala. Dit offer wordt jaarlijks herdacht tijdens de viering van Muharram.
Ook in de architectuur komt het sjiitische karakter van de heersers duidelijk naar voren. Onder de belangrijkste gebouwen die de nawabs lieten bouwen bevinden zich diverse imambara's (sjiitische gebedshallen) en sjiitische moskeeën.

## Zustersteden
- Brisbane (Australië)
- Montreal (Canada)

## Bekende inwoners van Lucknow

### Geboren
- Waris Hussein (1938), Brits-Indiaans film- en televisieregisseur
- Cliff Richard (1940), Brits zanger en acteur

### Overleden
- Asaf-ud-Daula (1748-1797), nawab van Avadh

### Woonachtig (geweest)
- Begum Hazrat Mahal (ca.1825-1879), vrouw van nawab Wajid Ali Shah en leider tijdens de Indiase opstand van 1857